# 요기 게이라
요기 케이라(일본어: 與儀 ケイラ, 1999년 10월 18일 ~ )는 일본의 전 아이돌이며, 여성 아이돌 그룹 NMB48 팀N의 전 멤버이다.
오사카부 출신. KYORAKU 요시모토.홀딩스 소속.

## 내력
2011년
- 5월, NMB48 제2기생 오디션 최종 심사 합격.
- 6월 5일, TOKYO DOME CITY HALL에서 개최된 《놓친 그대들에게~AKB48 그룹 전 공연~》에서 NMB48 제2기 연구생 23명 중 1명으로 첫 공개 된다.
- 8월 13일, 《NMB48 2기생 〈PARTY가 시작돼요〉》의 첫날 공연이 개최되어, 선발 멤버 16명중 한 명으로서 극장 공연 데뷔를 한다.
- 10월 19일 발매의 2nd 싱글 〈오 마이 갓!〉에 첫 선발.

2012년
- 1월 26일, NMB48 연구생 29명 중에서 선택된 팀M 초기 멤버 16명에 들어가, 정규 멤버 승격. 12살 100일에서의 정규 멤버 승격은, NMB48에서 최연소 승격이다.

2014년
- 2월 24일, Zepp DiverCity에서 개최된 《AKB48 그룹 대조각 축제》에서, 팀N으로 이동하는 것이 발표되었다[1].
- 4월 22일, 팀N으로 이동.
- 6월 24일, 7월 2일에 NMB48에서 졸업하는 것을 발표[2].
- 7월 2일, 졸업 공연을 갖고 NMB48로서의 활동을 종료.

## 인물
- 친할머니가 브라질인[3].
- 초등학교 1학년부터 6년간 댄스 학원에 다녔다[3].
- 장점은 항상 싱글 벙글 하고 있는 것[4].
- 특기는 댄스, 노래, 팔씨름[4].
- 취미는 음악 듣기[5].
- 장래 희망은 여배우[3].

### NMB48 관련
- 캐치프레이즈는, 〈꿈과 희망의 나라 케이라랜드에 어서 오세요! 미소의 문을 열어~라 열어~라 (히라케이라~!) 케이라라고 하는 요기 케이라입니다〉.
- 자체적으로, 타니가와 아이리와 〈케이리〉라는 콤비를 짜고 있다[6].
- 2기생 및 시마다 팀M 최연소.

## NMB48에서의 참가곡

### 싱글 CD 선발곡
NMB48 명의
- オーマイガー! / 오 마이 갓!
  - 捕食者たちよ / 포식자들이여 - 홍조 명의
  - 僕は待ってる / 나는 기다리고 있어
- 純情U-19 / 순정 U-19
  - 努力の雫 / 노력의 물방울 - 백조 명의
- 〈ナギイチ 나기이치〉에 수록
  - 理不尽ボール / 부당한 볼 - 언더 걸즈 명의
  - 僕がもう少し大胆なら / 내가 좀 더 대담하다면 - 홍조 명의
- 〈ヴァージニティー 버지니티〉에 수록
  - 砂浜でピストル / 해변에서 피스톨 - 남바 철포대 기지 일 명의
- 〈北川謙二 키타가와 켄지〉에 수록
  - 冬将軍のリグレット / 동장군의 후회 - 남바 철포대 기지 이 명의
- 僕らのユリイカ / 우리의 유레카
  - ひな壇では僕の魅力は生きないんだ / 히나단에선 내 매력은 살지 않는다 - 남바 철포대 기지 삼 명의
- カモネギックス / 카모네긱스
- 〈高嶺の林檎 높은 산봉우리의 사과〉에 수록
  - 水切り / 물살가르기 - 홍조 명의

AKB48 명의
- 〈ギンガムチェック 깅엄 체크〉에 수록
  - あの日の風鈴 / 그 날의 풍경 - 웨이팅 걸즈 명의
- 〈さよならクロール 안녕 크롤〉에 수록
  - バラの果実 / 장미의 과실 - 언더 걸즈 명의

### 앨범 선발곡
NMB48 명의
- 《てっぺんとったんで! 텟펜 먹었어!》에 수록
  - てっぺんとったんで! / 텟펜 먹었어!
  - 12月31日 / 12월 31일
  - With my soul - teamM 명의
  - なめくじハート / 달팽이 하트 - 초 아이돌 선발 명의
- 《世界の中心は大阪や ～なんば自治区～ 세계의 중심은 오사카야 ~남바 자치구~》에 수록
  - 電車を降りる / 전차에서 내리다 - 팀N 명의

AKB48 명의
- 《1830m》에 수록
  - 青空よ 寂しくないか? / 푸른 하늘이여 외롭지 않은가? -

### 극장 공연 유닛곡
2기생 〈PARTY가 시작돼요〉 공연
- 星の温度 / 별의 온도

팀M 1st Stage 〈아이돌의 새벽〉 공연
- 片思いの対角線 / 짝사랑의 대각선 (1st UNIT)
- 愛しきナターシャ / 사랑스러운 나타샤 (2nd UNIT)

팀N 4th Stage 〈여기라도 천사는 있어〉 공연
- 何度も狙え! / 몇 번이고 노려라!
- 初めての星 / 처음의 별
- 100年先でも / 100년 후에도

## 출연

### 드라마
- 쇼후쿠테이 니카쿠 예력 50주년 기념 드라마 〈단란〉 (2013년 1월 4일, 칸사이 TV)

### 영화
- NMB48 게닌! THE MOVIE 오와라이 청춘 걸즈! (2013년 8월 1일, 요시모토 크리에이티브 에이전시)

### 버라이어티
- 스타 히메 사가시타로 〈NMB48 프로젝트〉 (TV 도쿄)
- 돗킹 48 (2011년 10월 4일 ~ 2012년 4월 17일·9월 25일·2013년 2월 12일 ~ 3월 26일, 칸사이 TV)
- 나니와 아이돌 지금과 옛날 이야기 (2012년 3월 31일, eo·히카리 채널)
- AKB와 ××! (2012년 4월 19일 ~ , 요미우리 TV)
- 있어있어 YY 테레비 (2012년 5월 29일·9월 27일·2013년 3월 13일, TVQ 큐슈 방송)
- 좋은 아침 아사히입니다 (2012년 12월 25일·2013년 3월 26일, ABC TV)
- NMB와 마나부 군 (2013년 4월 11일 ~ , 칸사이 TV)
- NMB48 게닌!! 2 (2013년 5월 8일 ~ , 닛폰 TV)

## 서적

### 잡지·신문 연재
- 스포츠 호치 (매월 제3수요일, 2013년 4월 17일 ~ ) - 〈월간 NMB 노려라 텟펜! CHALLENGE&BATTLE〉을 연재.